# Småsträsket
Småsträsket är en sjö i Piteå kommun i Norrbotten och ingår i Rokån-Jävreåns kustområde. Sjön har en area på 0,0228 kvadratkilometer och ligger 39 meter över havet.

## Delavrinningsområde
Småsträsket ingår i det delavrinningsområde (724434-176759) som SMHI kallar för Rinner mot Bondöfjärden. Medelhöjden är 27 meter över havet och ytan är 20,52 kvadratkilometer. Det finns inga avrinningsområden uppströms utan avrinningsområdet är högsta punkten. Avrinningsområdets utflöde mynnar i havet, utan att ha någon enskild mynningsplats. Avrinningsområdet består mestadels av skog (86 procent). Avrinningsområdet har 0,1 kvadratkilometer vattenytor vilket ger det en sjöprocent på 0,5 procent.